# Henriqueta Godinho Gomes
Henriqueta Godinho Gomes là một cựu lãnh đạo chính trị ở Guiné-Bissau.
Gomes đã hoạt động trong Đảng Châu Phi vì Độc lập Guiné và Cabo Verde một thời gian. Từ năm 1998 đến năm 1993, bà là bộ trưởng các vấn đề xã hội và y tế công cộng; từ năm 1993 đến năm 1994, bà là bộ trưởng lao động.